# Lights
Lights Bokan (ur. jako Valerie Anne Poxleitner, 11 kwietnia 1987 w Timmins w prowincji Ontario) – kanadyjska piosenkarka gatunków synth pop, nowej fali i muzyki pop, kompozytorka
piosenek i autorka tekstów, znana dzięki utworom „February Air”, „White”, „Drive My Soul” i „The Last Thing On Your Mind” (wszystkie użyte jako podkład muzyczny wideo międzynarodowych reklam sieci sklepów odzieżowych Old Navy w 2008).
Obecny skład jej zespołu koncertowego to Adam Weaver na syntezatorze i Maurie Kaufmann (poprzednio z zespołami: BOY, the 6ixty8ights) jako perkusista. Lights jest kierowana przez menedżera, muzyka i osobistość radia kanadyjskiego, Jiana Ghomeshiego.
Porównywana do piosenkarki Vanessy Carlton Lights śpiewa podobnie wysokim, przenikliwym głosem. W gronie obecnie popularnych młodych piosenkarek takich jak: Kate Voegele, Katy Perry i Tristan Prettyman, przypomina stylem piosenkarki z lat 80. XX wieku gatunku nowej fali, a także feministyczne piosenkarki z lat 90. Lights i wymienione artystki reprezentują powrót do stylu tradycyjnej, melodyjnej muzyki pop, po kilkuletniej dominacji rapu i hip-hopu w pierwszych ośmiu latach XXI wieku.
Lights napisała także razem z innymi utwory do serialu telewizyjnego Gwiazda od zaraz, w tym, sama, przebojową piosenkę „Perfect”, muzyczną aluzję do „Penny Lane” Beatlesów z albumu Sgt. Pepper’s Lonely Hearts Club Band, zaśpiewaną w serialu (i do obejrzenia jako popularne wideo w serwisie YouTube) przez Alexz Johnson w roli Jude Harrison.
Za muzyków mających na nią największy wpływ sama Lights wskazuje przede wszystkim Björk, a także Phila Collinsa i szwedzki duet melodyjnej muzyki przetwarzanej elektronicznie, The Knife.

## Rys biograficzny
Urodzona w Timmins w prowincji Ontario jako Valerie Poxleitner, Lights wychowała się w rodzinie misjonarzy, przez co spędziła większość dzieciństwa za granicą na egzotycznych wyspach, w środowiskach wiejsko-misyjnych, m.in. na Filipinach i na Jamajce. Obecnie mieszka w Toronto.
Zapytana, kiedy napisała swój pierwszy utwór, odpowiedziała w wywiadzie udzielonym we wrześniu 2007:

Miałam jedenaście lat i właśnie nauczyłam się trzech chwytów na gitarze. Jako że był to mój pierwszy sukces jako gitarzystki, bardzo chciałam coś sobie nimi skomponować. Poprosiłam mamę: wybierz proszę liczbę pomiędzy 1 a 150. Już nie bardzo pamiętam, co konkretnie wybrała, coś w okolicach pięciu, a ja otworzyłam Biblię i spośród 150 psalmów właśnie wybrałam ten wskazany. Stworzyłam piosenkę pod ten tekst, co zapoczątkowało największy sukces mojego życia.
(ang.: I was eleven, and I learned three chords on the guitar it was the first time I really learned how to play guitar and I wanted to write a song with them so I went down to my mom and I said pick a number between 1 and 150 and she picked 5 or something, I can’t really remember the number, but I went and opened up the Bible and there was 150 Psalms already written so I went to the number she chose and wrote a song with that and that kicked off the biggest thing of my life.)

Poxleitner legalnie zmieniła swoje imię na „Lights,” oryginalnie jej przezwisko które miała przez lata jest krótszą wersją jej nazwiska (Pox-LIGHT-ner). Gdy zapytana dlaczego zmieniła swoje imię, Lights odpowiada że jej poprzednie imię to był rozdział w jej życiu który się zakończył; była to dla niej łatwa naturalna zmiana.

## Rys kariery
Lights jako 15-latka wzięła udział w próbie modelek dla sieci hipermarketowej Wal-Mart. Niespodziewanie podczas przygotowań na zapleczu jej śpiew spotkał się z uznaniem. Tego samego dnia Lights spotkała przyszłego menedżera.
Niedługo potem zaczęła pisać teksty i komponować piosenki dla Sony/ATV Music Publishing. W tych okolicznościach spotkała kanadyjskiego muzyka Christophera Warda, autora klasycznego singla nr 1 „Black Velvet”, nagranego przez jego partnerkę, kanadyjską piosenkarkę Alannah Myles. Ward, poznawszy się na możliwościach Lights, opowiedział o niej pochlebnie wytwórni filmowo-telewizyjnej Epitome Pictures w Toronto, producentów serialu telewizyjnego Gwiazda od zaraz. Dzięki temu Lights wzięła następnie udział w jednym z obozów dla autorów piosenek, prowadzonych przez nich. Napisała tam razem z Luke McMasterem 3 piosenki, których użyto w czwartym sezonie serialu. Lights pierwotnie ubiegała się o rolę Jude, którą jednak przyznano innej nowej kanadyjskiej piosenkarce, przez to obecnie popularniejszej, Alexz Johnson. Johnson m.in. śpiewa serialową piosenkę „Perfect” autorstwa Lights i McMastera, którą to jej współautorka także nagrała. Wideo obu wersji można obejrzeć w serwisie YouTube, a nagranie w wykonaniu Lights zamieszczono zamiast wykonania Alexz Johnson na płycie kompaktowej ścieżki dźwiękowej, wydanej 18 czerwca 2008 jako Songs from Instant Star Four.
Od roku Lights pracuje nad rozpowszechnianiem swojej muzyki komercyjnie, w zapisie cyfrowym, m.in. koncertując w Toronto i okolicach. W 2008 (2008 w muzyce), według jej strony w serwisie Myspace, wystąpiła na tournée najpierw w okolicznych miastach (Cleveland, Detroit, London (Ontario), Pontiac (Michigan), na festiwalu Hillside w Guelph, na modernistycznym kampusie z lat 60. projektu I. M. Pei uniwersytetu State University of New York we Fredonii), a jesienią koncertowała w klubach w odległych miastach od Bostonu począwszy przez Chicago i Midwest do miast Kalifornii i z powrotem, przez Tennessee i Florydę.
Po międzynarodowym sukcesie reklam-wideo sklepu Old Navy z podkładem jej muzyki i śpiewania artystka podpisała umowy na rozpowszechnianie muzyki już pod własną marką.
Lights także zagościła jako główna wokalistka 3 utworów w drugim minialbumie grupy The Februarys wydanym pt. All The Time in the World: „Meant for Each Other”, „Home is Where the Heartache Is” i „I Was Always Thinking of You”. Lights podobnie zaśpiewa w nowym albumie grupy Ten Second Epic pt. Hometown, do wydania w styczniu 2009 (2009 w muzyce).

## Dyskografia
11 marca 2008 wydano minialbum Lights w USA w postaci cyfrowej za pośrednictwem sklepu internetowego iTunes Store, z utworami: „February Air”, „White”, „Drive My Soul” i „The Last Thing On Your Mind”. Niebawem płyta została dodana do katalogu kanadyjskiej wersji sklepu. 22 kwietnia 2008 wydanie wznowiono, rozszerzając jego zawartość o utwory „Ice” i „I Owe You One”. Minialbum był zawczasu sprzedawany w Kanadzie jako płyta kompaktowa w sieciach hipermarketu Best Buy i hipermarketu HMV. Jest także dostępny cyfrowo w iTunes Store Canada i iTunes Store USA. Latem 2008 ukazał się w regularnych sklepach w szeregu krajów.
6 października 2009 wydano album The Listening. Jest on dostępny w sprzedaży w iTunes Store, w sklepach w Kanadzie, jak i w sklepach sieci Target w USA.
Lights wydała akustyczny minialbum zatytułowany Acoustic w lipcu 2010 roku.
Lights wydała swój drugi album zatytułowany Siberia 4 października 2011 r. w USA i Kanadzie na iTunes Store.  Siberia została wydana w Australii 28 października. Pierwszy singel z albumu, „Toes”, został wydany 16 sierpnia na iTunes Store.

### Albumy
- The Listening – 2009

1. Saviour
2. Drive My Soul
3. River
4. The Listening
5. Ice
6. Pretend
7. The Last Thing on Your Mind
8. Second Go
9. February Air
10. Face Up
11. Lions!
12. Quiet
13. Pretend (Reprise)

- Siberia – 2011

1. Siberia
2. Where the Fence Is Low
3. Toes
4. Banner
5. Everybody Breaks a Glass
6. Heavy Rope
7. Timing is Everything
8. Peace Sign
9. Cactus in the Valley
10. Suspension
11. Flux and Flow
12. Fourth Dimension
13. And Counting...
14. Day One

### EP
- Lights minialbum (wydanie II, rozszerzone, z 22 kwietnia 2008)

1. „Ice”
2. „Drive My Soul”
3. „February Air”
4. „White”
5. „I Owe You One”
6. „The Last Thing On Your Mind”

- Saviour EP – 2009

### Piosenki
- „February Air” – 2006
- „Its Over Casanova” – 2006

- „Year of the Cure” – 2007
- „I Owe You One” – 2007
- „Last Thing on Your Mind” – 2007

- „White” – 2008
- „Ice” – 2008
- „You Got The Girl” – 2008 (CD: The Breaks, The Tremulance)
- „Drive My Soul” – 2008
- „Perfect” – 2008 (CD: Instant Star Soundtrack Volume 4)

- „Move (Get Down)” – data kompozycji nieustalona
- „Ghost” – data kompozycji nieustalona

### Dzwonki
Koncern usług telefoniczno-internetowych Verizon rozpowszechnił melodie Lights znane z reklam sieci sklepów odzieżowych Old Navy jako dzwonki dla telefonów komórkowych (ang. ringtones).

## Działania charytatywne
Lights udziela się społecznie, wspomagając fundację charytatywną „Skate 4 Cancer”. M.in. nagrała utwór „Year of the Cure” do dyspozycji tej fundacji.